# 五頭山
五頭山（ごずさん）は新潟県阿賀野市と東蒲原郡阿賀町にまたがる山。
標高は912m。

## 概要
五頭連峰のほぼ中央に位置する。連峰中では、南西にある標高974mの菱ヶ岳、北東にある標高954mの松平山に次ぐ高さである。峰が五つあることから五頭山と名づけられた。809年に弘法大師（空海）によって開山されたと伝えられる。
西面の阿賀野市側を表五頭（単に五頭とも）といい、東面の阿賀町側を裏五頭という。双方からいくつかの入山ルートが用意されている。新潟市近郊の山として、県内屈指の登山者数を誇る。麓には温泉街やゴルフ場などが広がっている。地元の学校では阿賀野川とならび、必ずと言っていいほど校歌の歌詞に入っている。

## 五頭五峰
五頭山という名の由来となった5つの峰は、北から
五ノ峰（約860m）、四ノ峰（871m）、三ノ峰（873m）、二ノ峰（約890m）、一ノ峰（約910m）と呼ばれ、「五頭五峰」と総称される。これら五峰は、五頭連峰の主稜線には位置せず、主稜線から北西に伸びた尾根上に約800mにわたって直線・均等に並ぶ顕著な突起群である。越後平野側の真西の方角から眺めると5つの峰が美しくそろって見え、古くからこの五峰が五頭山そのものとして呼称され親しまれてきた。しかし、これら五峰には三角点が置かれていない。

## 五頭の山頂
五頭山の三角点が設置されているのは、一ノ峰から北東へ約500m離れた、五頭連峰主稜線上の912m峰である（旧来、小倉"こくら"と称される平頂）。この峰は、五峰で最も高い一ノ峰よりもわずかながら高く、確かにこの付近の最高標高点である。そして、三角点が置かれていることでこれが五頭山の標高とみなされ、地形図でも五頭山頂のように表示されている。ところがこのせっかくの三角点峰は、平野側からは五峰に遮られて見えない範囲が広く、そのため登頂しても眺望がよくない。
眺望がよいのは、五峰のうち特に五ノ峰と一ノ峰で、広大な越後平野の先に弥彦山、角田山を、空気が澄んでいれば佐渡島、粟島まで見わたせる。また、背後には飯豊連峰の全貌を望むことができる。
このような事情から、言わば登山実用上の山頂である五頭五峰と紛らわしくなることを避けるためか、五頭山912m三角点峰は山頂とはあまり呼ばれず、俗に五頭本山と呼ばれることがある。